# Krishnapura, Madhugiri
Krishnapura là một làng thuộc tehsil Madhugiri, huyện Tumkur, bang Karnataka, Ấn Độ.